# Maria de Grebber
Maria de Grebber (Haarlem, 1602 - Enkhuizen, 1680), fou una pintora de l'Edat d'Or neerlandesa, especialitzada en edificis i perspectiva.

## Biografia
Grebber era la filla del pintor Frans Pietersz. de Grebber i la germana de Pieter de Grebber. El seu pare tenia taller respectat en Haarlem en la dècada de 1620, on va ensenyar a Judith Leyster i als seus propis fills a pintar.
Maria de Grebber no va ser l'única dona pintora en Haarlem. La primera a inscriure's en el Gremi de Sant Lluc d'aquesta ciutat va ser Sara van Baalbergen el 1631, i Judith Leyster era membre el 1633. Ambdues dones no pertanyien a una família artística establerta en Haarlem, com era el cas de Maria. Ella va treballar en el taller familiar i, per tant, no necessitava la qualificació professional per obtenir vendes. Era set anys major que Leyster i igual que Leyster i Baalbergen, va contreure matrimoni amb un artista, el ceramista Wouter Coenraetsz de Wolff. La seva filla Isabelle de Wolff més tard es va casar amb el pintor Gabriel Metsu.